# W. H. Pugmire
Wilum Hopfrog Pugmire (Seattle, Washington, 3 de mayo de 1951-Ibidem., 26 de marzo de 2019) fue un escritor de terror que vivió en Seattle, Washington. Habitualmente publicaba su obra como W. H. Pugmire (su segundo nombre, "Hopfrog", deriva del relato homónimo de Edgar Allan Poe y su obra a menudo rinde homenaje a H. P. Lovecraft). S. T. Joshi, un estudioso y biógrafo de Lovecraft describió a Pugmire como «el poeta en prosa del horror y la fantasía; puede ser el mejor que tenemos» y «quizás el principal autor lovecraftiano que escribe actualmente».
Originalmente Pugmire publicaba en pequeñas revistas, pero desde 1997 escribió en colecciones y antologías. Sus historias también han sido publicadas en revistas y antologías como The Year's Best Horror Stories, Weird Tales, The Children of Cthulhu, The Book of Cthulhu, y otras muchas. The Tangled Muse, una retrospectiva sobre su obra, fue publicada en 2010.

## Biografía
Nacido el 3 de mayo de 1951, W. H. Pugmire fue hijo de un padre mormón y una madre judía, creció en Seattle y fue misionero mormón en Omagh, en Irlanda del Norte, donde mantuvo correspondencia con Robert Bloch y comenzó a escribir. Después de regresar a los Estados Unidos en 1973 descubrió la editorial Arkham House y la obra de ficción de H. P. Lovecraft. En una entrevista Pugmire afirmó que durante esta época el descubrimiento del punk rock «salvó su alma y le dio una nueva voz».
W. H. Pugmire fue un personaje retraído y excéntrico, que se proclamó «la Reina del Horror Extraño» así como «reina punk y travesti callejero». Trabajó en varias obras y proyectos teatrales, apareciendo bajo la identidad de personajes ficticios como el Conde Pugsly, un vampiro. En la película documental The AckerMonster Chronicles, sobre Forrest J. Ackerman, Pugmire describió la influencia que recibió de la revista de Ackerman Famous Monsters of Filmland, en uno de cuyos números aparece disfrazado como el Conde Pugsly.
Pugmire afirmaba que, tras regresar de su misión en Irlanda del Norte, declaró su homosexualidad, por lo que recibió tratamiento psiquiátrico y fue excomulgado por la Iglesia de Jesucristo de los Últimos Días. Todd, que fue amante de Pugmire durante muchos años, murió en sus brazos de una sobredosis de heroína en marzo de 1995. Sin embargo, en la década del 2000 se reconcilió con los mormones y se rebautizó, pero solo tras declarar ante los líderes de la iglesia que sería un «mormón homosexual, aunque célibe».
Pugmire también editó la revista Tales of Lovecraftian Horror, que fue publicada entre 1988 hasta 1999.
Después de recibir tratamiento en una unidad cardíaca debido a una enfermedad del corazón, W. H. Pugmire murió en Seattle el 26 de marzo de 2019.

## Obra
Muy influenciado por la obra de H. P. Lovecraft, muchas de las obras de Pugmire tienen elementos lovecraftianos, como criaturas y deidades de los mitos de Cthulhu. Su principal contribución a los mitos de Cuthulhu es Sesqua Valley, una localización ficticia en el Pacífico Noroeste de los Estados Unidos, donde se ambientan muchos de sus relatos. Según su biografía oficial su «objetivo como autor es vivir para siempre bajo la sombra titánica de Lovecraft». Según S. T. Joshi «la obra de Pugmire contiene algunos de los filones más ricos de terror neo-lovecraftiano de los últimos años». Sin embargo, Joshi es más crítico con el trabajo de Pugmire fuera de la ficción afirmando que «nadie se toma a Pugmire en serio como crítico».
El estilo literario de Pugmire ha sido descrito como «ricamente evocativo» con «una temática distintiva o sutil de homoerotismo que nunca es gratuita ni inconsistente sino genuina y a menudo importante para la caracterización de la narrativa». Laird Barron ha descrito a Pugmire como «una figura importante en el campo del terror moderno y lo extraño».  El editor y crítico Scott Connors ha escrito que «estilísticamente Pugmire debe mucho tanto a Oscar Wilde y Henry James como a H. P. Lovecraft y Edgar Allan Poe, creando una fusión realmente impía que desafía los límites académicos entre la ficción principal y de género».
Originalmente Pugmire publicaba en revistas y antologías de editoriales pequeñas como Necropolitan Press, Mythos Books, Delirium Books, e Hippocampus Press, pero desde 1997 produjo sucesivas colecciones de relatos y libros. The Tangled Muse es una retrospectiva de su obra publicada en octubre de 2010 por Centipede Press.

### Antología selecta y apariciones en revistas
- "Whispering Wires", Space and Time #20 (Gordon Linzner, September 1973), como Bill Pugmire, primer relato publicado[19]
- "Pale Trembling Youth" (con Jessica Amanda Salmonson), Cutting Edge (Doubleday, 1986); reeditado en Year's Best Horror Stories XV (DAW Books, 1987) y Horrrorstory Vol. V (Underwood-Miller, 1989)
- "O, Christmas Tree" (con Jessica Amanda Salmonson), Tales by Moonlight II (Tor Books, 1989)
- "The Boy with the Bloodstained Mouth," Year's Best Horror Stories XVIII (DAW Books, 1990)
- "Delicious Antique Whore," Love in Vein (HarperCollins, 1994; Eos, 2000)
- "Resurrection's Harlot," Dark Testament (Delerium Books, 1999)
- "The Night City" (con Chad Hensley), The Darker Side (Roc Books, 2002)
- "The Serenade of Starlight," The Children of Cthulhu (Del Rey Books,  2002)
- "Cool Mist," Deathrealms: Selected Tales From The Land Where Horror Dwells (Delerium Books,  2004)
- "The House of Idiot Children" (con Maryanne Snyder), Weird Tales (Enero/febrero 2008)
- "Recompense of Sorrow," Eldritch Horrors: Dark Tales (H. Harksen Productions, 2008)
- "The Pornography of Puppets" (con Chad Hensley) en Inhuman #4, de Allen Koszowski (2009)
- "Inhabitants of Wraithwood," Black Wings: New Tales of Lovecraftian Horror (PS Publishing, 2010)
- "Some Buried Memory," The Book of Cthulhu (Night Shade Books, 2011)
- "Recompense of Sorrow" (revisado), Monsters and Mormons (Peculiar Pages, 2011)
- "The Fungal Stain," New Cthulhu: The Recent Weird (Prime Books, 2011)
- "The Hidden Realm" (con Maryanne K. Snyder), The Devil's Coattails: More Dispatches from the Dark Frontier (Cycatrix Press Books, 2011)
- "The Tomb of Oscar Wilde", Horror for the Holidays (Miskatonic River Press, 2011)
- "Your Seventh Eikon" (con Maryanne K. Snyder), Weird Fiction Review Number 3 (Fall 2012) (Centipede Press, 2012)
- "Midnight Mushrumps", Fungi (Innsmouth Free Press, 2012)
- "The Hands that Reek and Smoke", The Book of Cthulhu II]] (Night Shade Books, 2012)
- "They Smell of Thunder", [[Cthulhu Mythos anthology#New Cthulhu 2: More Recent Weird|New Cthulhu 2: More Recent Weird (Prime Books, 2015)
- "Into Ye Smoke-Wreath'd World of Dream", Cthulhu Fhtagn!(Word Horde, 2015)
- "A Shadow of Thine Own Design", The Mammoth Book of Cthulhu (Constable & Robinson, 2016)
- "In Blackness Etched, My Name", Black Wings V (PS Publishing, 2016)
- "To Move Beneath Autumnal Oaks", Black Wings VI (PS Publishing, 2017)